# Brenninckhof

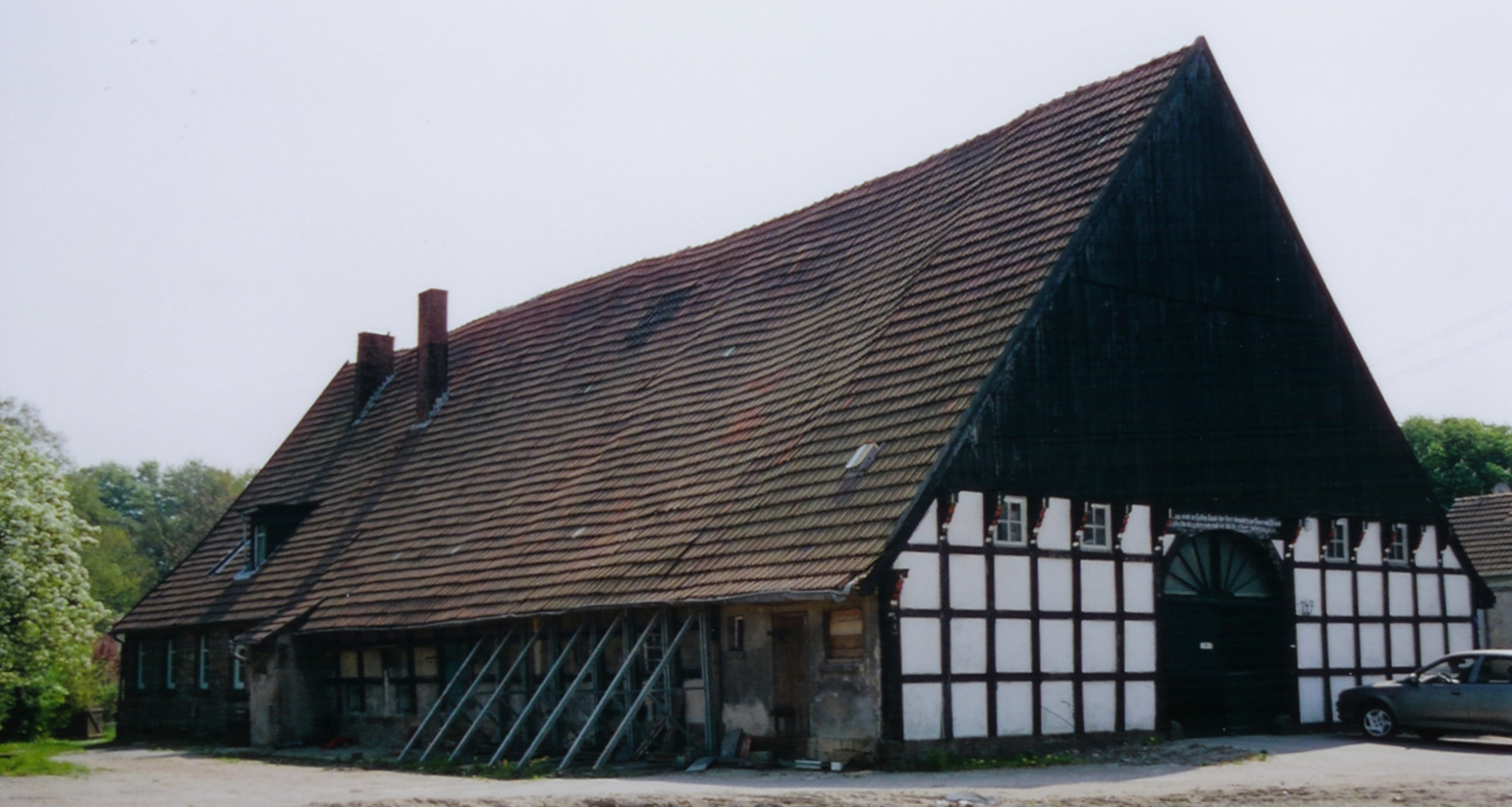
Der Brenninckhof

Der Brenninckhof, auch Brenninkhof, ist ein historisches Gebäude in der Ibbenbürener Straße 149 in Wiehe, einer Bauerschaft in Mettingen im Kreis Steinfurt (Nordrhein-Westfalen).

## Geschichte und Architektur

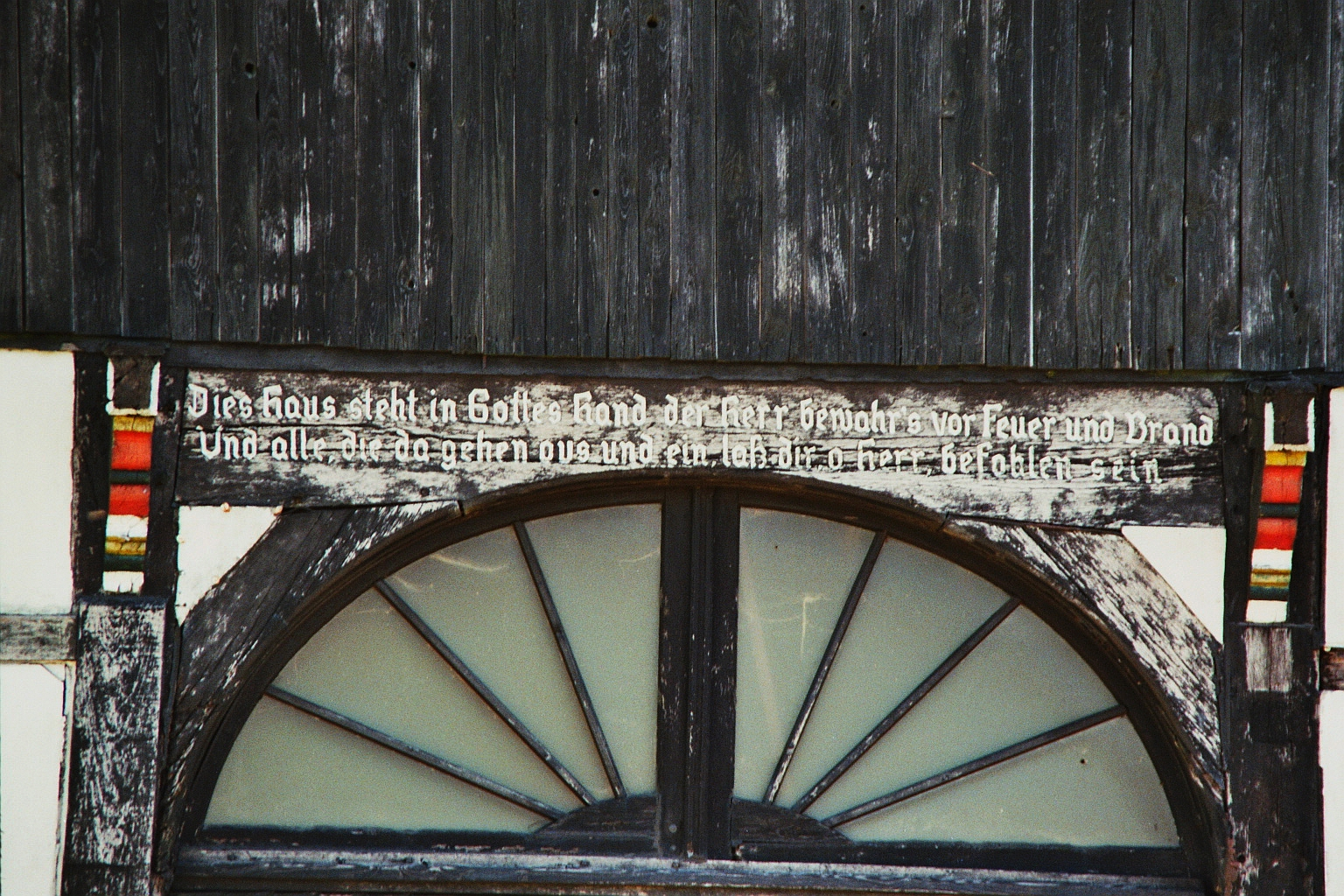
Beschrifteter Fachwerkbalken

Die Anlage liegt zu beiden Seiten der L 796 in Richtung Laggenbeck. Es handelt sich um zwei Wohn- und Wirtschaftsbauten einer ehemaligen Hofanlage. Das stattliche Haupthaus ist ein längs aufgeschlossener Zweiständerbau. Es wurde im 18. Jahrhundert errichtet.
Das dazugehörige Heuerhaus ist ebenfalls ein Zweiständerbau, es wurde wohl 1541 gebaut. Eine umfassende Renovierung wurde 1968 vorgenommen und das Haus wurde um zwölf Meter versetzt (transloziert). Das Walmdach an der Südseite ist weit über die vorgebauten Kübbungen herabgezogen. Das Backhaus wurde dendrochronologisch untersucht und das Baujahr auf 1796 festgelegt. 
Die Anlage gilt als Urhof der Familie Brenninkmeyer. Sie wurde erstmals im 17. Jahrhundert in Verbindung mit der Familie genannt, nämlich als Lehen der Oranier in Lingen, vergeben an einen Johann toe Twee genannt Brenninkmeyer then Brenninckhove. 
Nachdem das historische Gebäude nebst benachbarter Gaststätte aufgrund von Bergschäden von der DSK Anthrazit Ibbenbüren GmbH aufgekauft worden war, wurde im Sommer 2005 zunächst ein Abriss befürchtet. Im Sommer darauf kündigte die DSK jedoch an, den Brenninckhof renovieren und zu einem Begegnungszentrum umbauen zu wollen.
2012 erwarb die Familie Brenninckmeyer den Stammhof. Eines der drei dazugehörigen Heuerhäuser aus dem 17. Jahrhundert wird heute als „Heimathaus“ vom Heimatverein Mettingen genutzt und gepflegt.